# Música plancha
La música plancha (o música para planchar) es la denominación otorgada en algunos países de América Latina (especialmente en Colombia y Costa Rica) al repertorio de baladas románticas en español publicado entre la década de los años setenta y noventa.
El término refiere a la música escuchada comúnmente por las amas de casa y empleadas domésticas latinoamericanas al hacer los quehaceres del hogar, especialmente el planchado de ropa.
La música plancha se puede confundir con la trova, pues también son canciones de desamor pero no poseen necesariamente la herencia de las baladas románticas.

## Orígenes

### Colombia

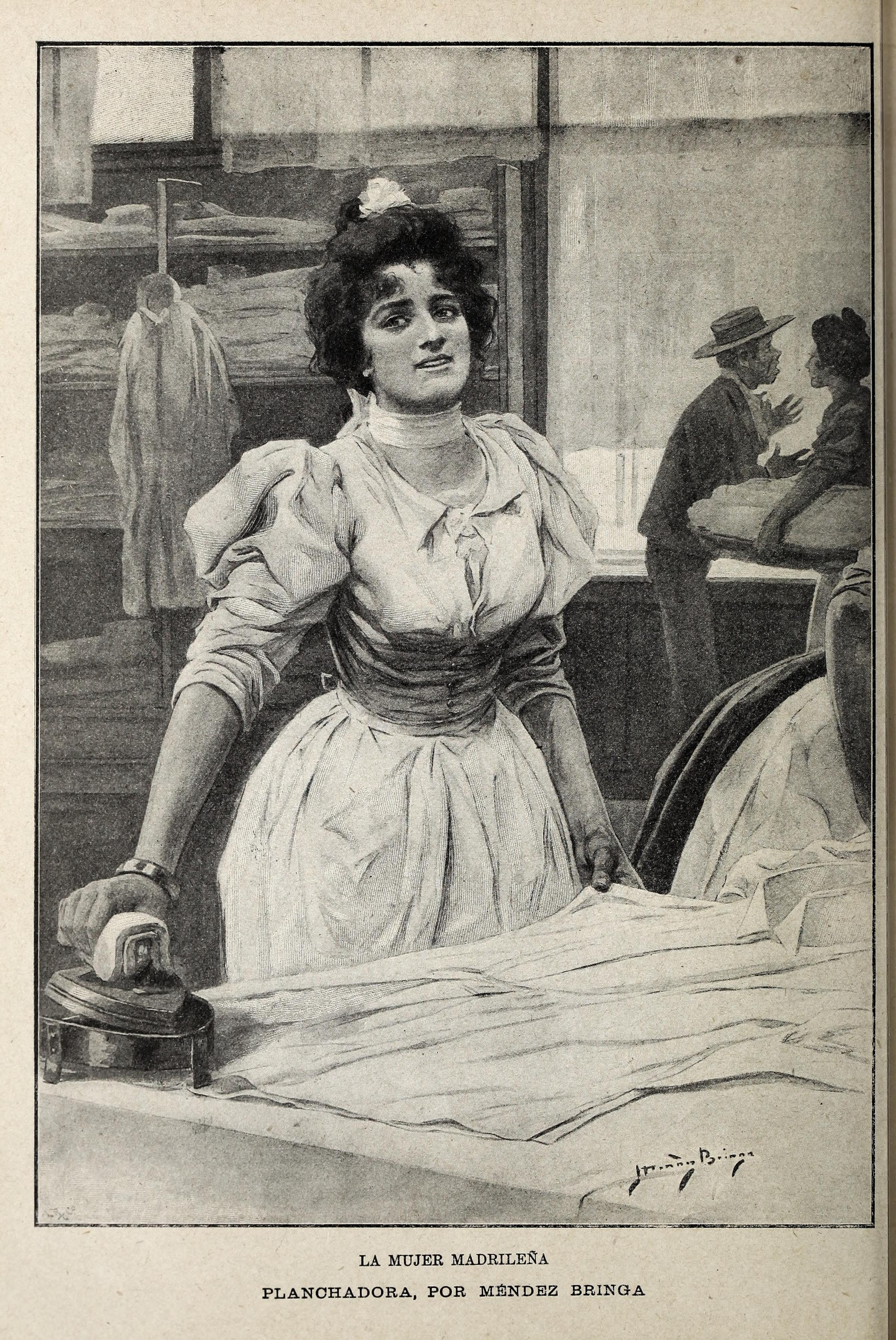
Planchadora, de Narciso Méndez Bringa, 1898.

La denominación de música plancha arrancó en los años noventa, cuando se popularizó en los clubes nocturnos entre personas de 25 a 34 años que degustaban de la música romántica que en su juventud rechazaron o se avergonzaban de reconocer escuchar.
En el año 2000, Alejandro Villalobos, director de contenido de La Mega, una emisora radial juvenil de Colombia publicó un compilado de baladas románticas denominado "Música Pa' Planchar" en conjunto con EMI Colombia, el cual logró vender unas 4900 copias. Seis meses después lanzó un segundo compilado que vendió menos ejemplares. El término y popularidad de esa denominación musical se estableció en Colombia en el año 2003, luego del estreno de la telenovela Amor a la plancha. El éxito de la telenovela llevó a que un tercer compilado de Villalobos y EMI denominado "Lo Mejor de Música Pa' Planchar Vol. 1" vendiera 40 mil copias y fuera certificado doble platino en Colombia por la Asociación Colombiana de Productores de Fonogramas (ASINCOL).
El fenómeno se trasladó a las emisoras radiales, incluida Los 40 Principales y Amor Estéreo, que lanzaron segmentos dedicados a la música nostálgica.
La popularidad de este tipo de música en la cultura colombiana llevó a reconocer a Medellín como "Ciudad Plancha" en el año 2013, luego que en tan solo una semana realizaran allí conciertos referentes de este género como Juan Gabriel, Ricardo Montaner, Gigliola Cinquetti, Marisela, Amanda Miguel y Tormenta. Además, de previo a esa semana musical también visitaron Colombia con el fin de realizar conciertos otros referentes de la música plancha como Ángela Carrasco, José Vélez, Rudy Márquez, Miriam Hernández, Sergio Fachelli, Pimpinela y Buddy Richard.
Las emisoras radiales de música romántica empezaron a situarse entre los primeros lugares en Colombia. Ese fue el caso de La Voz de Colombia Bésame, que quedó segunda del país con 229 mil oyentes en el año 2013, y Radio Tiempo en el tercer puesto. Posteriormente el fenómeno saltó a los bares y clubes nocturnos colombianos, con algunos de ellos realizando eventos semanales dedicados a ese tipo de música.

### Costa Rica

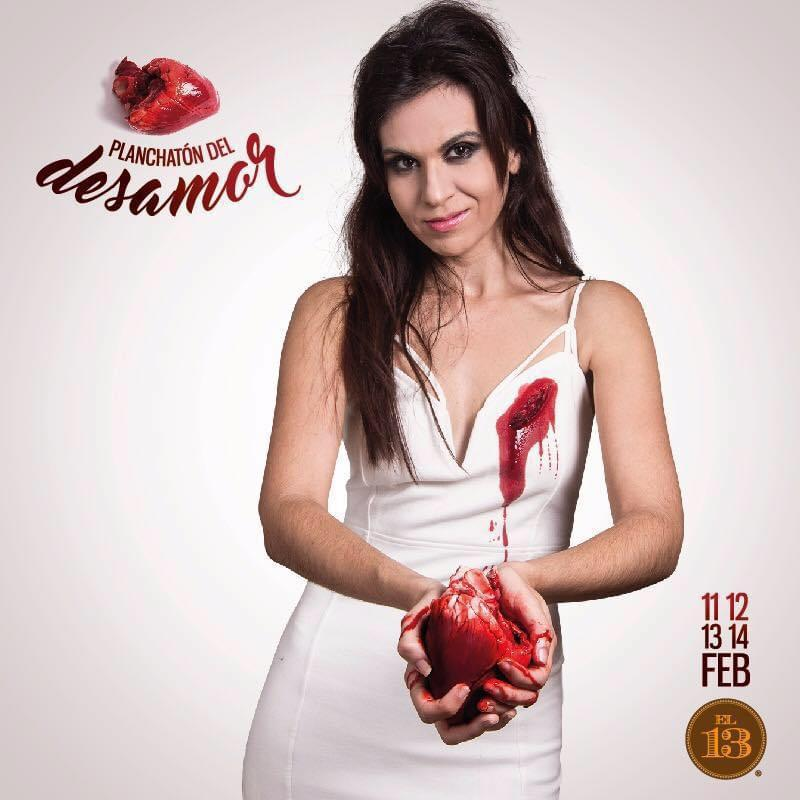
Laura de León, conocida en Costa Rica como "La Reina de la Plancha".

El concepto de música plancha se empezó a desarrollar en Costa Rica en los años 2010 cuando la relacionista pública Laura de León, hija del extécnico del Club Sport Herediano, Orlando de León Cattalurda, compartió su colección de música plancha en el Bar El 13, en aquel entonces ubicado sobre la avenida 10 de San José, luego que Marcos Blanco, gerente de la agencia de publicidad de La Tres y Roberto Chaves, gerente del bar, la escogieran para desarrollar un concepto atractivo parar atraer gente a su nuevo negocio.
Dado que el evento logró una gran cantidad de asistentes, el bar fue evolucionando con el pasar de los años hasta realizar los denominados "planchatones" una vez al mes, durante cuatro días, en un nuevo local ubicado sobre la calle 9 de la capital, en los cuales recibe en promedio 800 personas cada noche. La popularidad del evento entre personas de todas las edades llevó a que Laura de León, quien hoy sigue fungiendo como DJ principal de esos eventos, sea conocida a nivel nacional como "La Reina de la Plancha", ya que acompaña su selección de canciones con dramatizaciones e interpretaciones.
En Costa Rica la música plancha se asocia principalmente a las baladas románticas latinoamericanas cuya letra refiere al despecho, al desamor, el amor no correspondido o la infidelidad.

La verdad es que para mi es salud mental: algunos pueden pagar psicólogo, unos van al planchatón y otros pueden pagar las dos cosas. Hay gente que llega y me dice: 'este es mi celular, se lo entrego para que yo no haga ninguna llamada'. Cada canción es una catarsis; cada una, un trampolín para los recuerdos. Aunque la gente no lo vea así, yo lo veo como una forma de ayudar a los demás. No está mal reconocer que uno está sufriendo. Uno a veces necesita ayuda, y si la ayuda está en la música, pues genial.
Laura de León

El fenómeno de la música plancha ha evolucionado y se ha expandido en el país con el pasar de los años. La Orquesta Filarmónica de Costa Rica ha realizado conciertos de "Plancha Filarmónica" con una selección de canciones de Pimpinela, Silvio, Camilo Sesto, Pandora y el popurrí de Juan Gabriel. También han surgido otros bares dedicados a la música plancha como el Jazz Café y El Observatorio. Artistas costarricenses también han incursionado en la interpretación de este tipo de música.

## Referentes

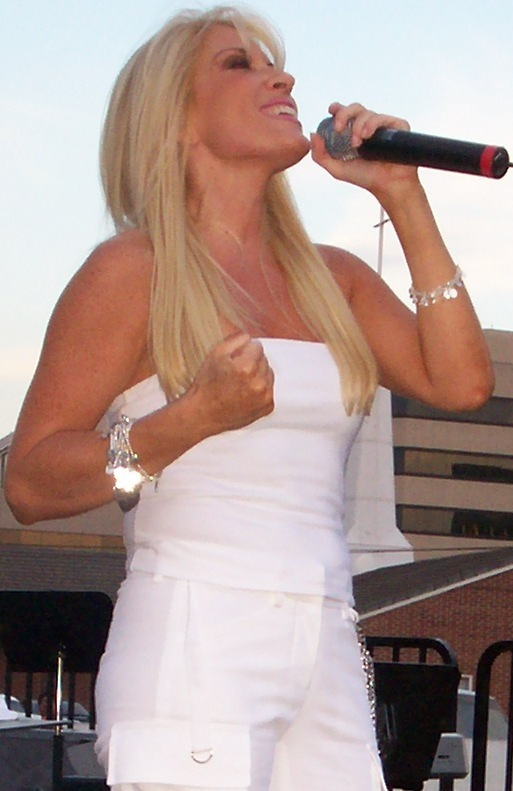
Yuri se considera la reina de la ‘música para planchar’. Su mayor éxito en este género es "Maldita Primavera".

Yuri es considerada la reina de la música plancha. En 1981, con su álbum Llena de dulzura y su sencillo «Maldita primavera» —versión de «Maledetta primavera», de Loretta Goggi—, alcanzó el éxito internacional en Latinoamérica y España, batió récords de ventas y se convirtió en la primera cantante latinoamericana en ganar discos de oro en Europa. En la década de 1980 y principios de los años 1990 se consolidó como una de las cantantes de música pop más populares de México y América Latina con éxitos como «Cuando baja la marea», «Es ella más que yo», «Yo Te Pido Amor» «Déjala», «Qué te pasa» (canción que estuvo ubicada en el puesto #1 de la categoría Hot Latin Songs de Billboard por 16 semanas en 1988), «Detrás de mi ventana» y «De qué te vale fingir», entre otros.
Yuri se ha unido a otros artistas que también son referentes de la música plancha para realizar conciertos conjuntos, tales como Flans y Pandora.
Otra artista destacada de música plancha es Daniela Romo, la segunda cantante mexicana más exitosa en las listas de la revista Billboard, tan solo detrás de Ana Gabriel. En 2018 la revista Rolling Stone ubicó la canción «Yo no te pido la luna», un clásico de la música plancha, en lugar número diez entre las cincuenta canciones más grandiosas del Pop latino.
Rocío Dúrcal, Daniela Romo y Ana Gabriel son otras referentes del género femenino en música plancha. En el género masculino destacan Camilo Sesto, José José, Nino Bravo y Juan Gabriel.

### Otros artistas
- Luis Miguel
- Amanda Miguel
- María Conchita Alonso
- Ricardo Montaner
- Thalía
- Selena
- Isabel Pantoja
- Franco de Vita
- Gloria Trevi
- La Oreja de Van Gogh
- Manuel Mijares